# Hubert Sohler Maschinen- und Skifabrik
Die Hubert Sohler Maschinen- und Skifabrik war eine Firma, die Lüftungsanlagen für die Textilindustrie und Ski in Wangen im Allgäu im Landkreis Ravensburg in Baden-Württemberg herstellte. Die Firma war der einzige Serienhersteller von Skiern im Allgäu.

## Unternehmensgeschichte
Im Jahre 1945 wurde die Firma gegründet. Zunächst war die Firma in gemieteten Hallen des noch heute in Zürich ansässigen Textilveredlers Erba AG in Wangen tätig. 1948 zog die Firma in die damaligen Produktionsräume im Industriegebiet. Die eigentliche Haupttätigkeit der Firma war die Herstellung einfacher Holzfertighäuser und die Erledigung einfacher  Schreiner- und Zimmererarbeiten. Die ersten Skier, in kleiner Stückzahl hergestellt, waren komplett aus Holz.
Zeitweise war die Firma auch in die Durchführung größerer Bauprojekte eingebunden, wie die Wiederherstellung der im Krieg zerbombten Eisenbahnbrücken auf der Strecke der Bahnstrecke Kißlegg–Hergatz zwischen Wangen und Ratzenried, einer Sporthalle in Wangen und weiterer Kriegsschädenbeseitigungen.
Anfang der Fünfzigerjahre wurde mit der Serienherstellung von Skiern begonnen. Ein weiteres Standbein wurde in der Entwicklung lufttechnischer Anlagen für die Textilindustrie geschaffen. In den 1950er und 1960er Jahren waren Skier der Marke Sohler ein weltweit bekannter Markenartikel. Es wurden auf diesen Skiern Weltmeisterschaften und FIS-Rennen gewonnen und Geschwindigkeitsrekorde erzielt. Die lufttechnischen Anlagen wurden zu einem Exportprodukt mit einem Anteil von 85 % vom Jahresumsatz der Firma in den 70er Jahren. 1975 beschäftigte der Betrieb 120 Mitarbeiter. Die Geschäftsführung der Skifabrik lag in den Händen des seit 1965 in der Firma tätigen Manfred Sohler.

## Erfolge mit Sohler Ski
- Ludwig Leitner stellte 1965 den Weltrekord mit 172,744 km/h (Material: 2,40 m langer Metallski, Sohler Bluebird) auf.

## Bekannte Sohler Ski
- Sohler Bluebird
- Sohler Camaro
- Sohler M1 Racing